# ۱۶ هپ‌ورث، ۱۹۲۴
داستان "۱۶ هپ ورث، ۱۹۲۴"، آخرین اثر جی دی سالینجر است که در نوزدهم ژوئن ۱۹۶۵ در مجله معتبر نیویورکر به چاپ رسید. این داستان، تازه‌ترین داستان سالینجر از سری خانواده گلس بود که اتفاقاتی قبل از آن چیزی که در سری داستان‌های گلس اتفاق می‌افتاد را گزارش می‌کرد.

## خلاصه داستان
داستان در فرم نامه‌ای از کمپ، که توسط سیمور گلس هفت‌ساله نوشته‌شده‌بود، به نمایش درآمد. از این لحاظ موضوع داستان درباره هویت‌بخشی به داستان قبلی سالینجر به نام "اقیانوسی پر از توپ بولینگ" که دو دهه زودتر نوشته‌شده‌بود، است. در این داستان، سیمور موفقیت برادر خود را به عنوان نویسنده، به مانند مرگ خود پیش‌بینی می‌کند و پایان پرقدرت پیچاپیچ داستان‌های آناتول فرانس را محکوم می‌کند.